# Yaracuy
Yaracuy (hiszp. Estado Yaracuy) – jest jednym z 23 stanów Wenezueli. Stolicą stanu Yaracuy jest miasto San Felipe. Inne większe miasta to Aroa, Chivacoa, Cocorote, Marín, Nirgua, Sabana de Parra, Yaritagua oraz Urachiche.
Stan Yaracuy zajmuje powierzchnię 7100 km², a zamieszkuje go 600 852 mieszkańców (2011). Dla porównania, w 1971 było ich 223 tys.
Yaracuy graniczy od północy ze stanem Falcón, od zachodu z Lara, od południa z Portuguesa a od wschodu z Cojedes i Carabobo.
Powierzchnia górzysta, na północy występują niewielkie niziny. Główna rzeka stanu to Yaracuy. Uprawiane są kawowce, kukurydza, ryż, warzywa, bawełna, trzcina cukrowa, tytoń; hodowane jest bydło. Przemysł spożywczy, drzewny, nieznaczne wydobycie rud miedzi.
Znajduje się tu Park Narodowy Yurubí oraz część Parku Narodowego Tirgua.

## Gminy i ich siedziby
Yaracuy jest podzielony na 14 gmin:
- Aristides Bastidas (San Pablo)
- Bolívar (Aroa)
- Bruzual (Chivacoa)
- Cocorote (Cocorote)
- Independencia (Independencia)
- José Antonio Páez (Sabana de Parra)
- La Trinidad (Boraure)
- Manuel Monge (Yumare)
- Nirgua (Nirgua)
- Peña (Yaritagua)
- San Felipe (San Felipe)
- Sucre  (Guama)
- Urachiche (Urachiche)
- Veroes (Farriar).